# 탑런토탈솔루션
주식회사 탑런토탈솔루션(Top Run Total Solution)은 경상북도 구미시 옥계2공단로 46-14에 본사를 둔 전자부품 기업이다.또한 LG전자와 LG디스플레이의 협력사로 차량용 전장 디스플레이 백라이트, 플라스틱 유기발광다이오드(P-OLED) 부품을 제조한다.